# Marie-Jean-Gustave Blanc
Marie-Jean-Gustave Blanc MEP (kor. 마리장귀스타브 블랑; ur. 6 maja 1844 w Reugney, zm. 21 lutego 1890 w Seulu) – francuski duchowny rzymskokatolicki, misjonarz, wikariusz apostolski Korei.

## Biografia

### Młodość i prezbiteriat
Uczył się w liceum w Le Puy, skąd przeniósł się do niższego seminarium duchownego. Po jego ukończeniu wstąpił do Wyższego Seminarium Duchownego w Lyonie. 5 października 1864 przeniósł się do seminarium Towarzystwa Misji Zagranicznych w Paryżu. 22 grudnia 1866 przyjął święcenia prezbiteriatu i został kapłanem Towarzystwa Misji Zagranicznych w Paryżu.
15 lutego 1867 wyjechał na misje. Został przydzielony do wikariatu apostolskiego Korei. Przez trwające w wikariacie prześladowania chrześcijan, początkowo osiadł w Mandżurii. Kilkukrotnie bez powodzenia próbował przedostać się do Korei. Udało mu się to dopiero, razem z drugim młodym misjonarzem, w 1876.
Kościół katolicki, który zastał po przybyciu do Korei, był rozbity wieloletnimi, krwawymi prześladowaniami. Większość chrześcijan, którzy je przeżyli, żyło w rozproszeniu w górach. Ks. Blanc pracował na różnych placówkach w stolicy i na prowincji. W 1876 lub 1877 granicę przekroczył wikariusz apostolski Korei Félix Clair Ridel, który jednak po kilku miesiącach 28 stycznia 1877 (lub 1878) został aresztowany, a następnie wydalony z Korei.
Faktyczną władzę w wikariacie objął wówczas ks. Blanc, mianowany przez bpa Ridla prowikariuszem. Po aresztowaniu biskupa na krótko wzmogły się prześladowania i misjonarze musieli zawiesić prace. W 1882 ks. Blanc na stałe osiadł w Seulu. W tym też roku z powodu choroby do Francji powrócił przebywający w Japonii bp Ridel. Wystarał się on o nominację biskupią dla ks. Blanc i listownie polecił mu przy pierwszej sposobności udać się do Japonii w celu otrzymania sakry.

### Episkopat
26 lipca 1882 papież Leon XIII mianował go koadiutorem wikariusza apostolskiego Korei oraz biskupem in partibus infidelium antigonejskim. 8 lipca 1883 w Nagasaki przyjął sakrę biskupią z rąk wikariusza apostolskiego Południowej Japonii Bernarda-Thadée Petitjeana MEP. Współkonsekratorem był biskup pomocniczy wikariatu apostolskiego Południowej Japonii Joseph-Marie Laucaigne MEP.
Po święceniach powrócił do Korei. Na terenie rządzonego przez niego wikariatu pracowało wówczas 7 misjonarzy, obsługujących wspólnoty katolickie rozsiane po całym państwie. Ustały wówczas prześladowania, jednak sytuacja pozostawała niepewna. 20 czerwca 1884 we Francji zmarł bp Ridel. Tym samym bp Blanc został wikariuszem apostolskim Korei.
Bp Blanc rozwinął misję. W Seulu założył kolegium chińsko-koreańskie, sierociniec i hospicjum dla starców. Gdy sytuacja w wikariacie się ustabilizowała, a Francja otworzyła w Korei placówkę dyplomatyczną, sprowadził z Francji siostry zakonne oraz założył seminarium duchowne kształcące koreańskich księży. Nabył w Seulu działkę pod budowę katedry oraz budynków misji. W 1889 wśród pracowników misji w Seulu rozprzestrzenił się dur brzuszny, na który 21 lutego 1890 zmarł bp Blanc.